# Kamera internetowa

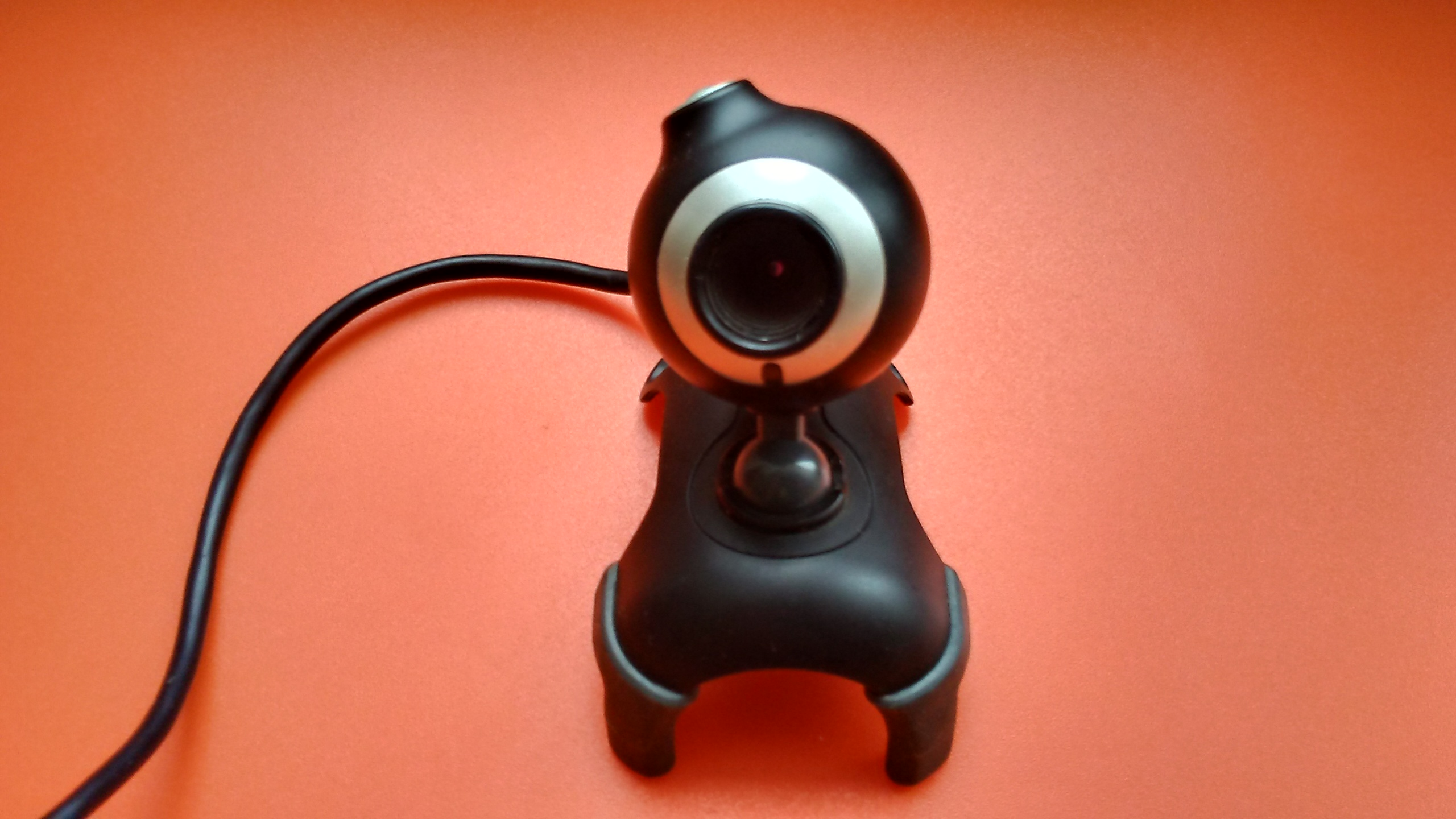
Zewnętrzna kamera internetowa na USB

Kamera internetowa (ang. webcam) – kamera cyfrowa, podłączana bezpośrednio do komputera, zazwyczaj za pomocą złącza USB. Kamera może transmitować obrazy statyczne (co pewien czas, zwany czasem odświeżania, przesyła pojedynczy obraz) lub transmisja może odbywać się w sposób ciągły (tzw. streaming cams). Najprostsze modele oparte są na tańszej matrycy CMOS, o niewielkich rozmiarach, rozdzielczości 640x480 pikseli i przydadzą się użytkownikom mało wymagającym i mającym niezbyt wydajne łącze internetowe. Przeważnie spełniają swoje zadania, ale jakość obrazu, wykonanie i szybkość działania pozostawiają wiele do życzenia. W słabszym oświetleniu pracują wyraźnie gorzej. Coraz częściej spotyka się modele pracujące z prędkością 60 klatek na sekundę, w rozdzielczości 1920x1080, a nawet 3840x2160 pikseli.